# Bni Hadifa
Bni Hadifa  (in arabo بني حذيفة‎?) è un centro abitato e comune rurale del Marocco situato nella provincia di Al-Hoseyma, regione di Tangeri-Tetouan-Al Hoceima. Conta una popolazione di 5 594 abitanti (censimento 2014).